# Nyctimene robinsoni
Nyctimene robinsoni hay dơi mũi ống Queensland là một loài động vật có vú trong họ Dơi quạ, bộ Dơi. Loài này được Thomas mô tả năm 1904.

## Hình ảnh

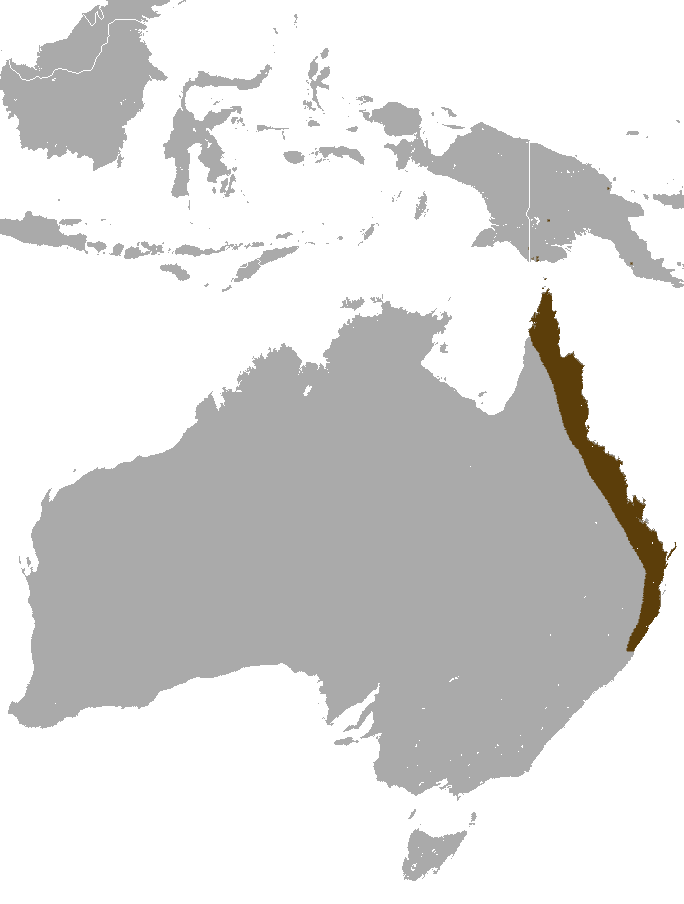